# Le Livre de Cendres
Le Livre de Cendres (titre original : Ash: A secret History) est un roman de fantasy uchronique médiévale de l'auteur anglaise Mary Gentle publié en 2000. Ce roman a été traduit en français par Patrick Marcel pour les éditions Denoël qui l'ont publié en quatre tomes en version française à partir de l'année 2004. Gallimard les a ensuite publiés dans sa collection Folio SF à partir de l'année 2008.

## Résumé
Fin du XVe siècle. Cendres, dix neuf ans, capitaine d'une troupe de mercenaires, se dresse face aux armées de Carthage qui dévastent le sud de l'Europe. Violente, sensuelle et téméraire, la jeune femme s'avère un stratège hors pair et une guerrière chevronnée. Violée et meurtrière dès l'âge de huit ans, guidée par des voix qu'elle seule entend, l'histoire l'a-t-elle oubliée ou n'est-elle que légende ?
Un roman uchronique épique et brutal parsemé d'échanges contemporains entre un historien médiéval et son éditrice tentant de déchiffrer la réalité du mythe de Cendres.

## Tomes

### Tome 1:La Guerrière oubliée
À notre époque, un chercheur universitaire traduit et exploite des textes médiévaux en rapport avec une guerrière oubliée. Il essaie de faire le tri entre réalité historique et représentations mythiques.
1465. Cendres, huit ans et orpheline vit dans un camp de mercenaires. Elle y est violée et défigurée par deux soldats qu'elle tuera malgré son jeune âge.
Fin du XVe siècle, les armées de Carthage mettent le sud de l'Europe à feu et à sang. Rien ne semble pouvoir les empêcher de détruire l'empire de Frédéric de Habsbourg. Dans les environs de Gênes, une jeune femme de dix-neuf ans, capitaine d'une troupe de mercenaires - blonde comme les blés au visage dévasté de cicatrices - va se mettre sur le chemin de l'envahisseur. 

### Tome 2:La Puissance de Carthage
Pour sa première grande bataille qui oppose la Bourgogne aux envahisseurs de Carthage, Cendres est faite prisonnière par des soldats Wisigoths. Devenue simple esclave au cœur de la ville ennemie, Cendres devra mettre en œuvre toutes ses ressources pour espérer inverser la tendance, oublier ses doutes et ses craintes, pour ne laisser parler que sa rage de vivre et de liberté. 

### Tome 3:Les Machines sauvages
Cendres est de retour en France après avoir réussi à s'échapper de Carthage, du Roi-Calife et de ses Golems. Elle apprend que la ville de Dijon est sur le point de tomber aux mains des Wisigoths menés par la Faris. Toute la Chrétienté en Europe est menacée et la Bourgogne est au plus mal, même Cendres voit ses espoirs s'éroder inexorablement. 

### Tome 4:La Dispersion des ténèbres
La ville de Dijon - dernier bastion libre de Bourgogne - est assiégée par quinze mille Wisigoths des armées de Carthage. Le Roi-Calife lui-même est venu en personne assister à la chute de la ville. Pilonnée par les machines de guerre ennemies, la ville meurt de faim, la bataille semble inéluctable... à trente contre un. Deux femmes représentent les derniers espoirs, Floria la toute nouvelle Duchesse de Bourgogne et Cendres, propulsée générale en chef des armées.

## Prix et récompenses
Le Livre de Cendres a été récompensé par :
- le prix British Science-Fiction (Meilleur roman, 2000)
- le prix Sidewise (Meilleure Uchronie, 2000)[1]
- le prix Bob-Morane (Meilleur roman étranger, 2005)
- le Julia Verlanger (2005)